# Michał Stepek
Michał Stepek (ur. 26 sierpnia 1885 w Haczowie, zm. ?) – podpułkownik artylerii Wojska Polskiego.

## Życiorys
Michał Stepek urodził się 26 sierpnia 1885 w Haczowie jako syn Gerarda (rolnik w Haczowie) i Salomei z domu Stepek. W 1906 zdał egzamin dojrzałości w C. K. Gimnazjum Męskim w Sanoku (w jego klasie byli m.in. Michał Drwięga, Marian Placzek, Bronisław Polityński, Ryszard Zacharski, Tadeusz Zaleski). Został absolwentem studiów prawa na Uniwersytecie Jagiellońskim.
Został żołnierzem C. K. Armii i w rezerwie artylerii fortecznej został mianowany kadetem rezerwowym z dniem 1 stycznia 1909, a około 1911 awansowany na chorążego z dniem 1 stycznia 1909, na stopień oficerski porucznika z dniem 1 stycznia 1912. Posiadał przydział do 2 Morawsko-Galicyjskiego pułku artylerii fortecznej w Krakowie. Podczas I wojny światowej został awansowany na stopień nadporucznika z dniem 1 lipca 1915 roku w korpusie oficerów rezerwy artylerii fortecznej. Do 1918 był wojskowym macierzystego pułku artylerii fortecznej nr 2.
U kresu wojny w listopadzie 1918 uczestniczył w obronie Lwowa podczas wojny polsko-ukraińskiej. Po odzyskaniu przez Polskę niepodległości został przyjęty do Wojska Polskiego. W korpusie oficerów artylerii został awansowany na stopień majora ze starszeństwem z dniem 1 czerwca 1919, a następnie na stopień podpułkownika ze starszeństwem z dniem 1 lipca 1923. W 1923, 1924 był dowódcą III dywizjonu 24 pułku artylerii polowej w Jarosławiu. Z dniem 1 czerwca 1925 został przeniesiony do 1 pułku artylerii górskiej w Nowym Sączu na stanowisko zastępcy dowódcy pułku. W styczniu 1926 został przeniesiony do 9 pułku artylerii polowej w Białej Podlaskiej na stanowisko zastępcy dowódcy pułku. 12 marca 1929 został zwolniony z zajmowanego stanowiska i pozostawiony bez przynależności służbowej z równoczesnym oddaniem do dyspozycji dowódcy Okręgu Korpusu Nr IX. W 1934 jako podpułkownik artylerii przeniesiony w stan spoczynku był w dyspozycji dowódcy Okręgu Korpusu III pozostając w ewidencji Powiatowej Komendy Uzupełnień Grodno.
Po odejściu z wojska sprawował stanowisko naczelnika Wydziału Ogólnego w Zarządzie Miejskim w Grodnie. Był prezesem oddziału Związek Byłych Ochotników Armii Polskiej, wiceprezesem okręgu Związku Oficerów w Stanie Spoczynku. Był działaczem m.in. Obozu Zjednoczenia Narodowego, Towarzystwa Przyjaciół Związku Strzeleckiego, Polskiej Macierzy Szkolnej, Ligi Obrony Powietrznej i Przeciwgazowej, Ligi Morskiej i Kolonialnej.
Po wybuchu II wojny światowej 1939 brał udział w kampanii wrześniowej.
Od 19 marca 1915 jego pierwszą żoną była Tekla z domu Bajorek, zmarła 5 listopada 1918 w Sanoku w wieku 26 lat. 30 kwietnia 1919 w Sanoku poślubił Marię Karolinę Bajorek (ur. 1895).

## Ordery i odznaczenia
- Medal Pamiątkowy za Wojnę 1918–1921[2]
- Medal Dziesięciolecia Odzyskanej Niepodległości[2]
- Brązowy Medal za Długoletnią Służbę[2]

- Brązowy Medal Zasługi Wojskowej Signum Laudis na wstążce Krzyża Zasługi Wojskowej (Austro-Węgry, przed 1917)[18]
- Krzyż Wojskowy Karola (Austro-Węgry, przed 1918)[19]
- Krzyż Pamiątkowy Mobilizacji 1912–1913 (Austro-Węgry, przed 1914)[15]